# ملعب بروفايدنس
ملعب بروفايدنس (بالإنجليزية: Providence Park) هو ملعب متعدد الأختصاصات يتواجد في مدينة بورتلاند بولاية أوريغون يستعمل الملعب لعدة ألعاب رياضية مثل كرة القاعدة أو بما يسمى البيسبول ويستعمل أيضا في رياضة كرة القدم من طرف بورتلاند تمبرز كما يتسع هذا الملعب ل25،500 متفرج.

## التاريخ
منذ عام 1893، كان الموقع موطنًا لحقل، الذي يتألف من ملاعب رياضية مع العديد من الأجنحة الكبرى تم بناء الاستاد في عام 1926 مقابل 502,000 دولار، من قبل ما يعرف الآن باسم مولتنما أتلتيك كلوب، الذي أطلق عليه اسم ملعب مولتنما.

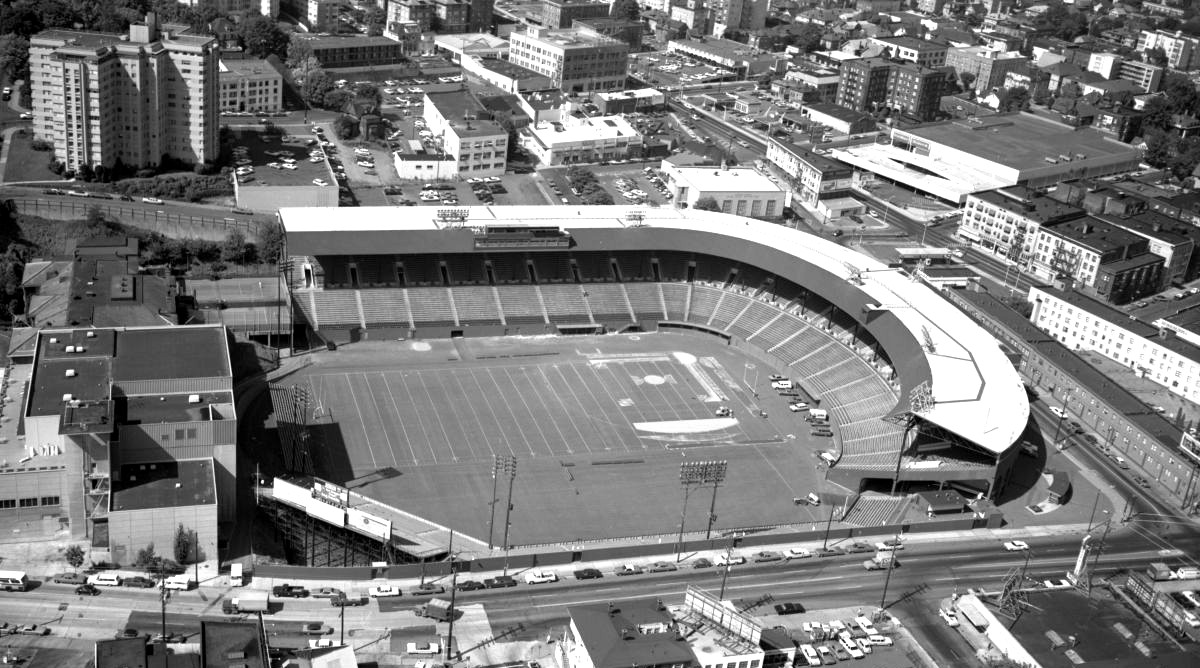
صورة لملعب في سنة 1969

تم استخدام الموقع لكرة القدم الجامعية (بما في ذلك سبع مباريات في الحرب الأهلية بين جامعة أوريغون وجامعة ولاية أوريغون)، ومباريات الكريكيت وسباق السلوقي. في فترة الستينيات من القرن الماضي، عقدت معظم مباريات كرة القدم التي استضافتها أوريغون في هذا الموقع بسبب قدرتها. لعبت أوريغون في 107 ألعاب على ملعب مولتنوماه / سيفيك بين عامي 1894 و1970. لعبت جامعة واشنطن جميع مبارياتها على الطرق ضد أوريغون في ملعب مولتنوماه فيلد / مولتنوماه حتى عام 1966 (OSU) و1967 ). استضاف الموقع أيضًا مهرجان بورتلاند روز للتتويج ومظهر من الرابع من يوليو من قبل الرئيس وارن ج. هاردينج.

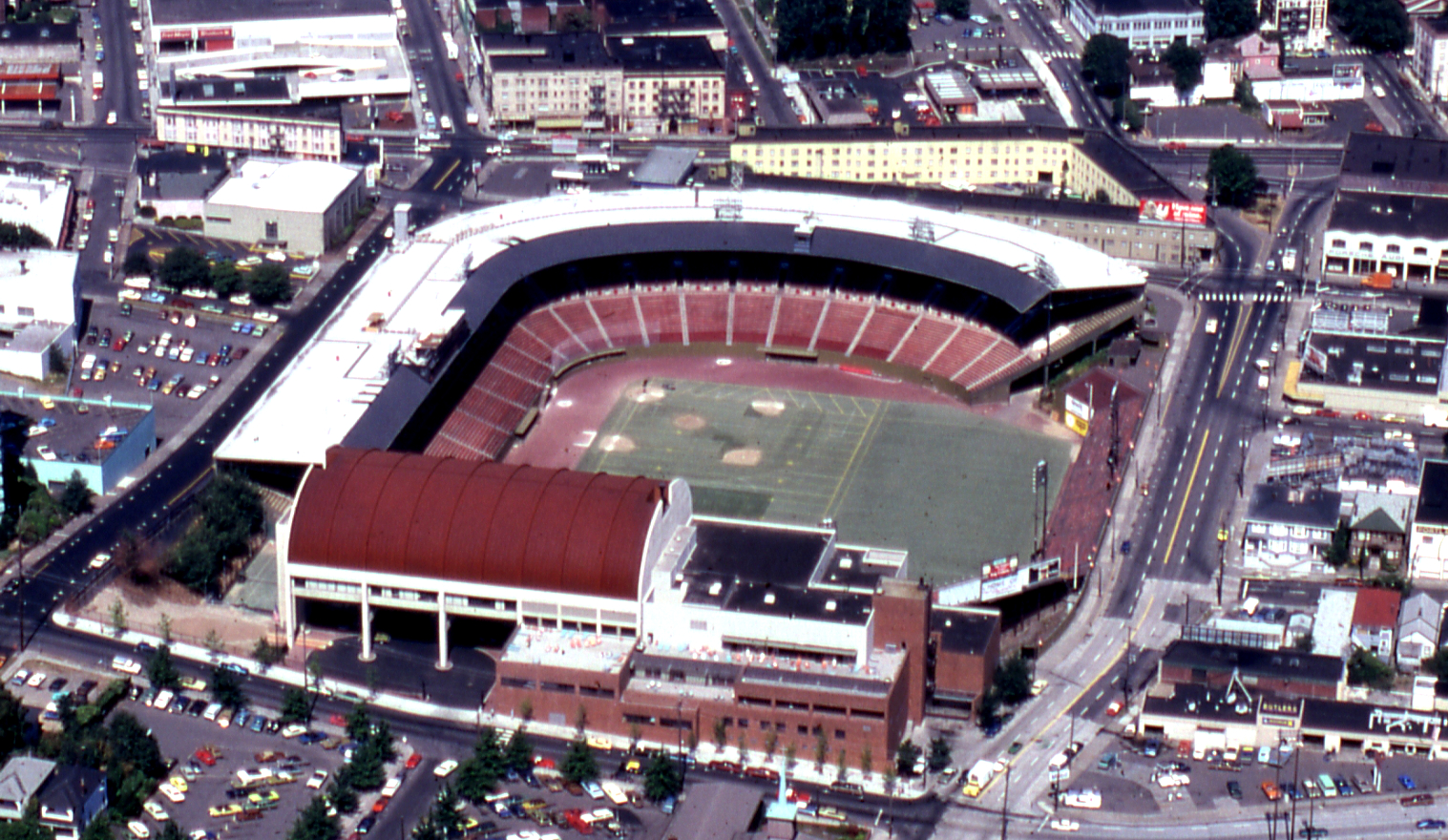
الملعب في عام 1974

في عام 1956، انتقل فريق بورتلاند بيفرز إلى الملعب بعد إدانة ملعبه الأصلي، شارع فون بارك. في عام 1966، قام نادي مولتنوماه الرياضي ببيع الاستاد مقابل 2.1 مليون دولار لمدينة بورتلاند، والتي أعادت تسميتها باسم ملعب سيفيك.

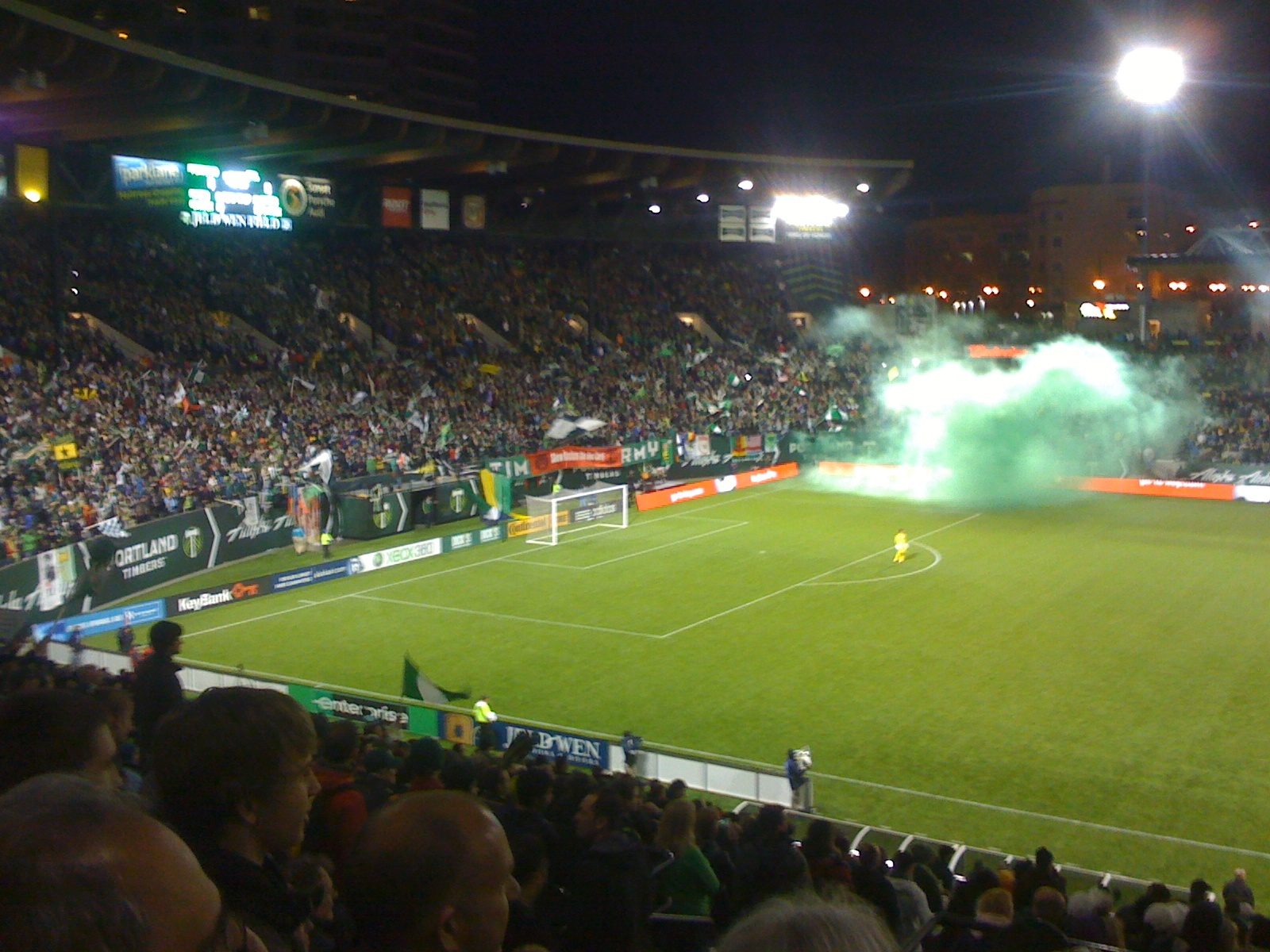
صورة لملعب حاليا في إحدى مباريات الدوري الأمريكي الMLS

وبعد ذلك تم أعدة ترميم الملعب وتأهيله في سنة 2001 ليصبح ذو طاقة أستعاب تصل إلى 25,500 متفرج وأصبح ملعب جميل المنظر ويستضيف حاليا مباريات فريق بورتلاند تمبرز في الدوري الأمريكي لكرة القدم ومباريات بروتلاند تمبرز 2 الذي يلعب حاليا في بطولة الدوري الامريكي لكرة القدم.
كما تم الأحتفال في هذا الملعب بفوز فريق بورتلاند تمبرز في سنة 2015 بلقب الدوري الأمريكي لكرة القدم بعد فوزه في المباراة النهائية الشهيرة 2 - 1 ضد نادي كولومبوس كرو
و يستقبل هذا الملعب أيضا العديد من الحفالات الموسيقية مثل حفلات موسيقى الروك والميتال وموسيقى الراب التي تجذب العديد من الجماهير التي تنجذب لمثل هكذا عروض التي هي منتشرا في كامل أنحاء الولايات المتحدة.

## معرض صور

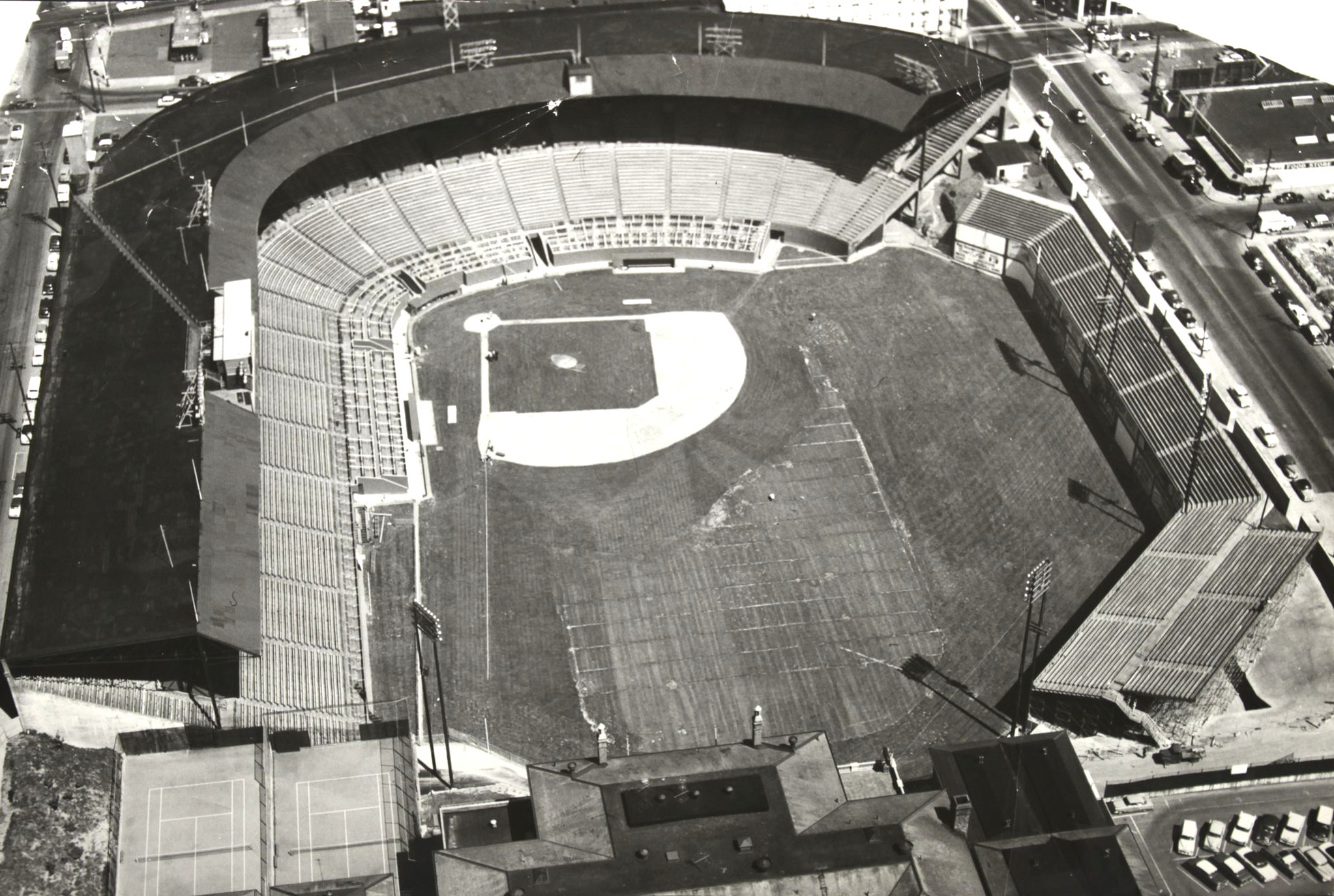
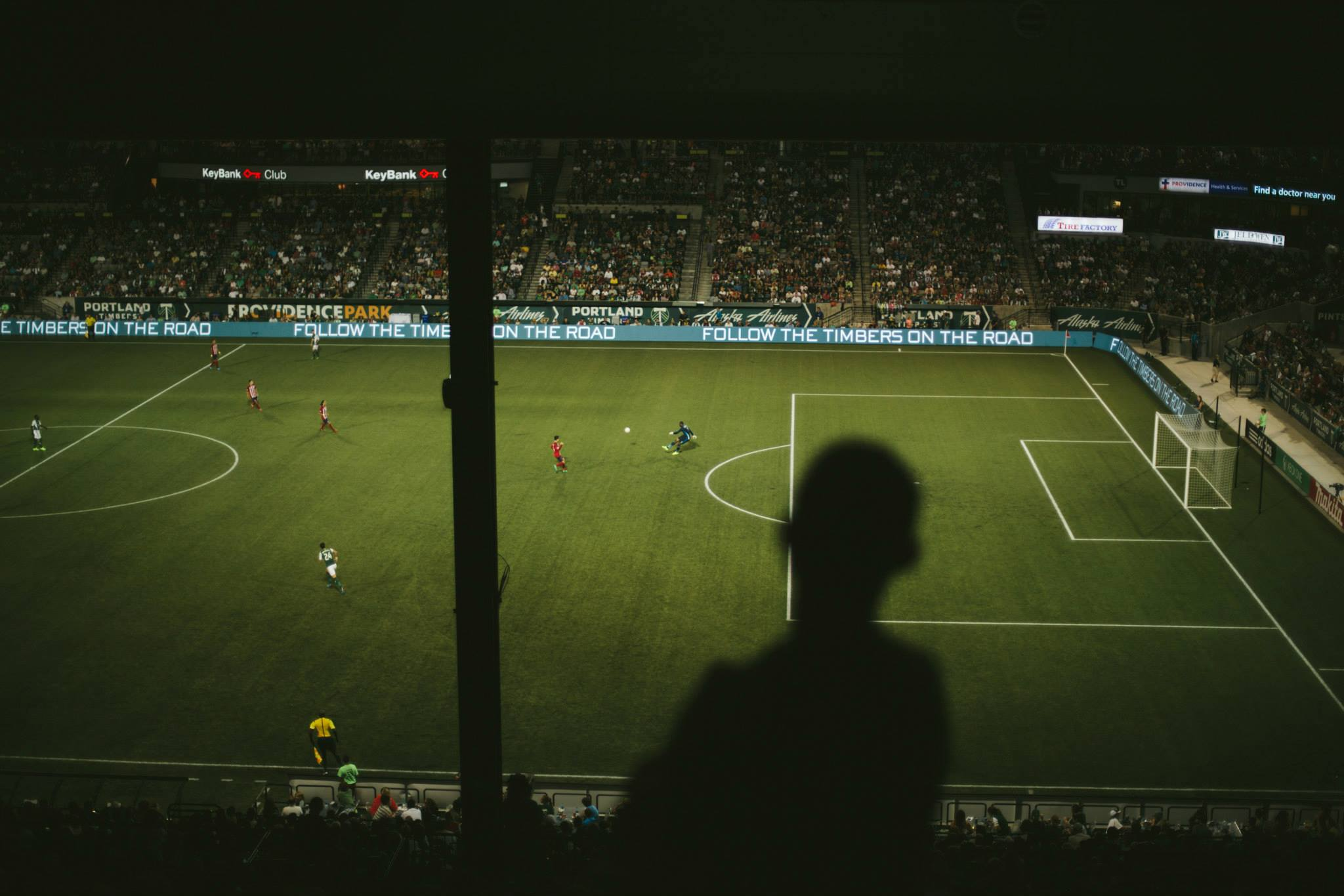
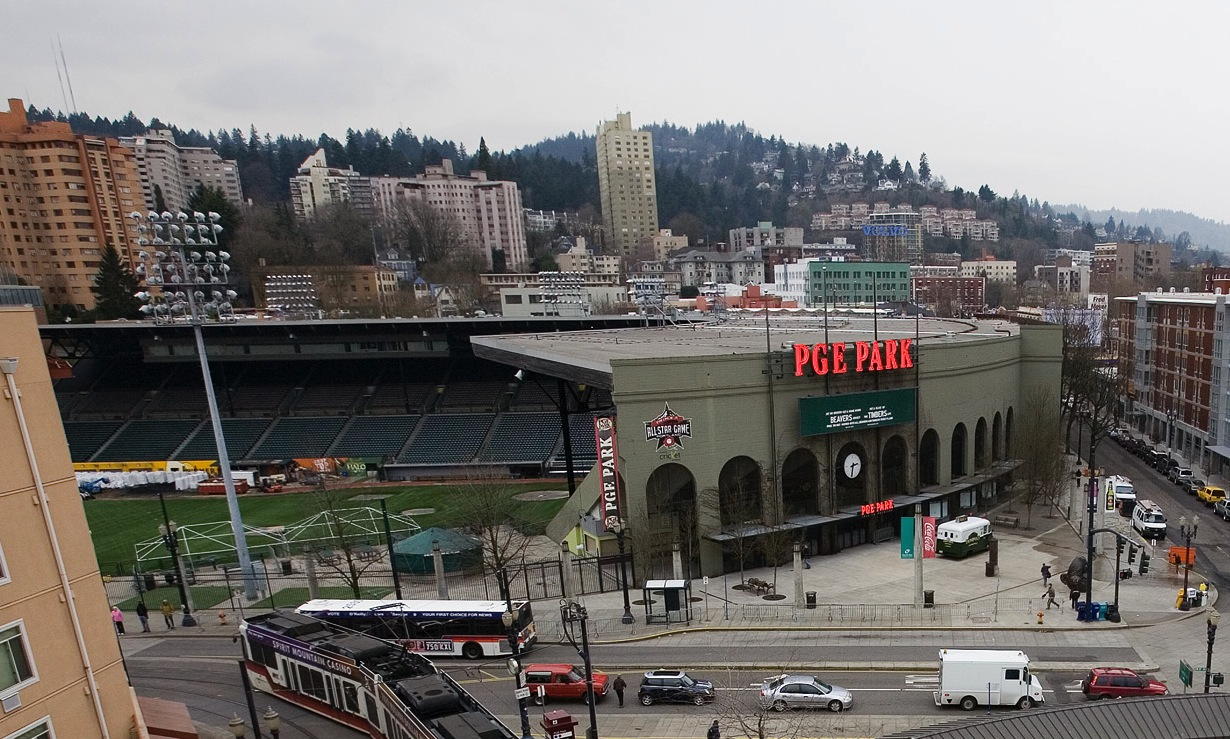
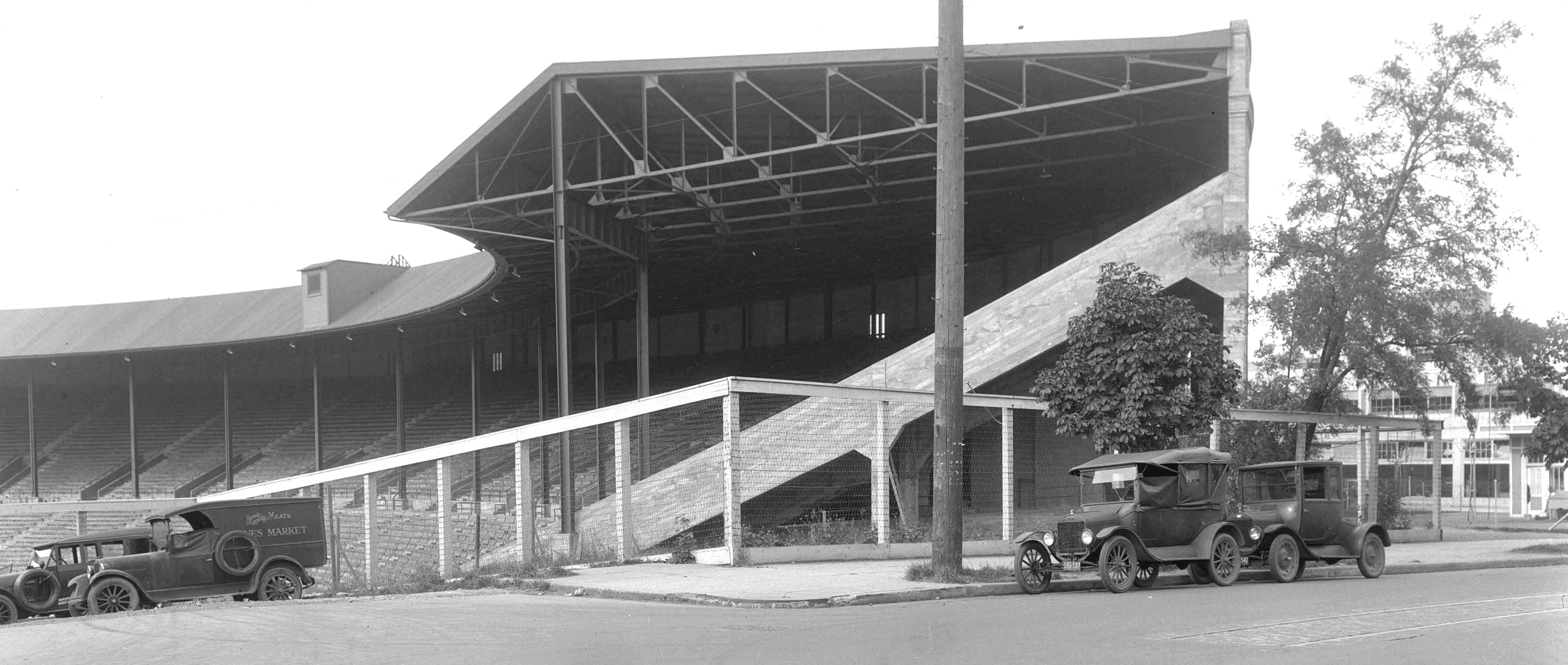